# بهلول اللودهي
بهلول لودي هو أول سلاطين السلالة اللودية حكام سلطنة دلهي. اعتلى عرش السلطنة في 17 ربيع الأول سنة 855 هـ/19 أبريل 1451م وذلك بعد أن تنازل له شاه عالم آخر حكام أسرة السادات، وقد كان قبل ذلك حاكماً على لاهور. يشتهر بهلول لدوي بسيرته الحسنة كما يذكر المؤرخون، وقد مكث في الحكم نحو سبعة وثلاثين عاماً، فقام خلال هذه الفترة بإنعاش سلطنة دلهي من جديد، واستعادت سلطنة دلهي مكانتها في عهده واتسع نفوذها، واشتهر بالعدل وبرعايته للعلماء.
 توفي سنة 894 هـ/1488م.